# Kostel svatého Václava (Rudník)
Kostel svatého Václava v Rudníku je římskokatolický filiální kostel, dříve farní kostel v Rudníku. Patří do děkanství Hostinné. Orientovaný kostel renesančního vzhledu stojí na sestupující ostrožně ve střední částí obce ve starší, východní části hřbitova. Od 3. května 1958 je chráněn jako kulturní památka.Je připisován krkonošskému staviteli italského původu Carlo Valmadimu.

## Historie
Nejstarší dochovanou části kostela je presbytář a větší část obvodového zdiva lodi, vše z 2. poloviny 14. století. K lodi byla připojena pozdně gotická věž. Do renesanční podoby nechal kostel přestavět majitel panství Hannibal z Valdštejna v letech 1598–1602. Stavitel zde byl postaven před úkol rozšířit a podle soudobých potřeb upravit starší kostel. Prodloužil loď, vestavěl do ní trojramennou tribunu a přistavěl sakristii s oratoří. Vnějšek kostela kromě upravení oken ozdobila i lunetová římsa pod novým krovem. Kostel byl obnoven po požáru střech v roce 1971. 

## Architektura
Kostel je jednolodní se vtaženými opěráky. Kněžiště je polygonální, věž se přimyká k jižní stěně lodi kostela. Loď kostela je obdélná, po třech stranách jsou do ní vestavěny obvodové empory (typické pro Valmadiho) posazené na arkádách podpíraných toskánskými sloupky. Loď je sklenuta třemi poli valené klenby s lunetami, jejichž vrcholy jsou spojené podélným hřebínkem. Patky klenby dosedají na přízední pilíře. Polygonální presbytář je sklenut valenou klenbou s lunetami, jižní předsíň v podvěží křížově. Severní sakristie s oratoří v patře je zaklenutá valenou klenbou. Empory jsou podklenuté valenou klenbou s lunetami. Plochá vnější průčelí jsou členěna hrotitými okny. Kolem celé stavby obíhá lunetová římsa, rovněž typická pro Valmadiho stavby. Kostel má vysokou sedlovou střechu. Čtyřboká věž je členěna kordonovými římsami, zakončena barokní oplechovanou cibulí s lucernou, na niž je menší cibulka a makovicí a křížem. Na vnějšku presbytáře jsou vsazeny figurální náhrobníky Hannibala z Valdštejna (†1622) a Mariány Kaplířové ze Sulevic († 1603).
Nový pohled na vývoj kostela odhalily sanační práce v roce 2018. Při nich bylo odkryto severozápadní nároží starší vrcholně gotické stavby. Na jihovýchodním nároží presbytáře se ukazuje, že polygon je dodatečně připojen k pravoúhlému nároží armovanému kvádry . Dataci této nejstarší stavby do 2. poloviny 14. století je možné určit podle východního portálu do lodě. Ke kostelu byla připojena pozdně gotická věž a renesanční sakristie s oratoří.

## Okolí kostela
Nedaleko pod kostelem se nachází barokní fara z roku 1766, jednopatrová přízemní stavba s mansardovou střechou. Před farou stojí na členitém trojdílném podstavci barokní socha sv. Jana Nepomuckého z roku 1714.

## Galerie

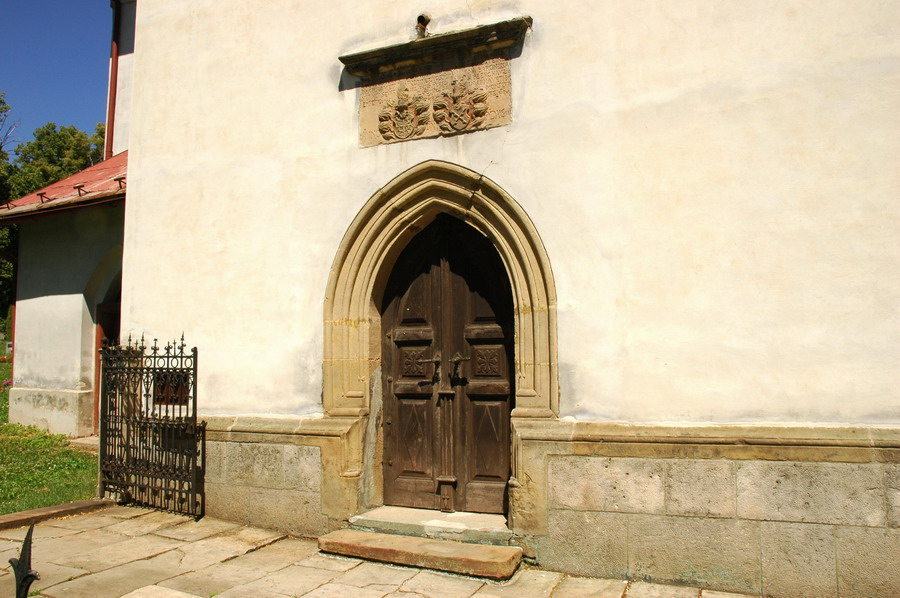
vstupní portál podvěžím do lodi
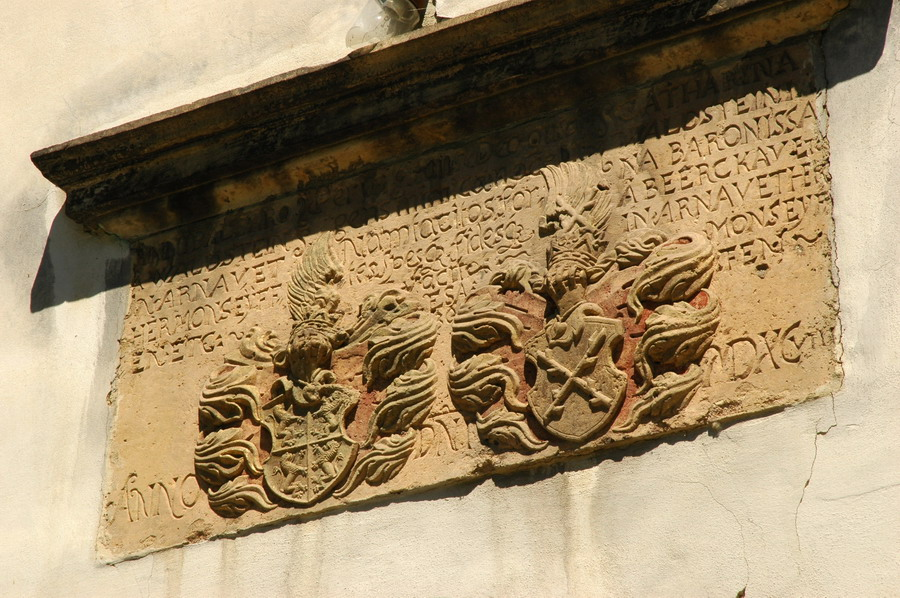
alianční znak nad portálem
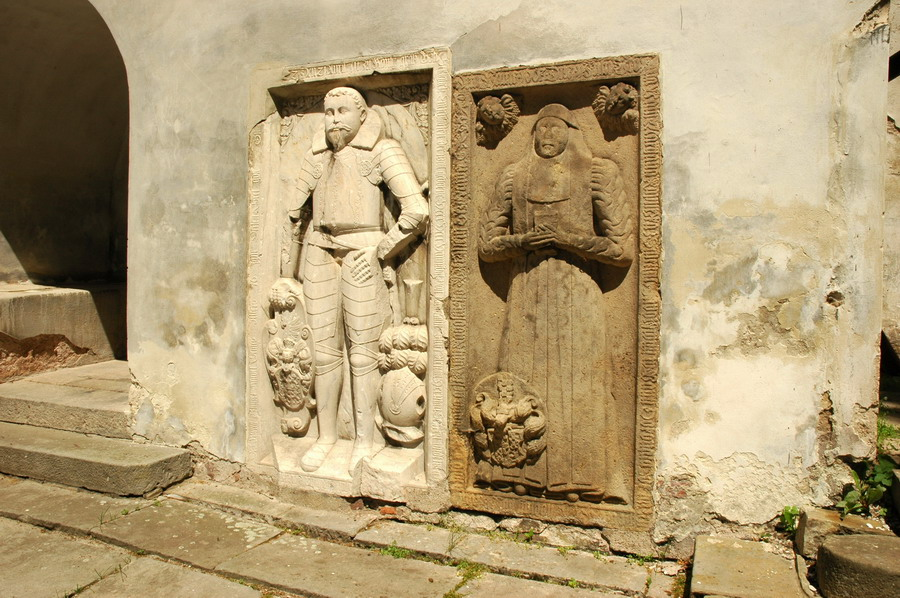
náhrobníky na vnější straně presbytáře
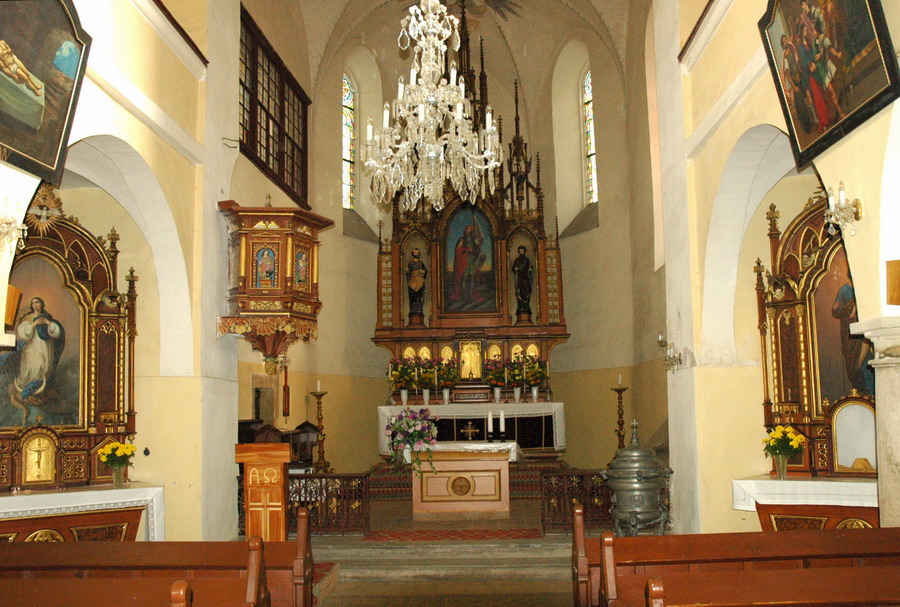
pohled na hlavní oltář
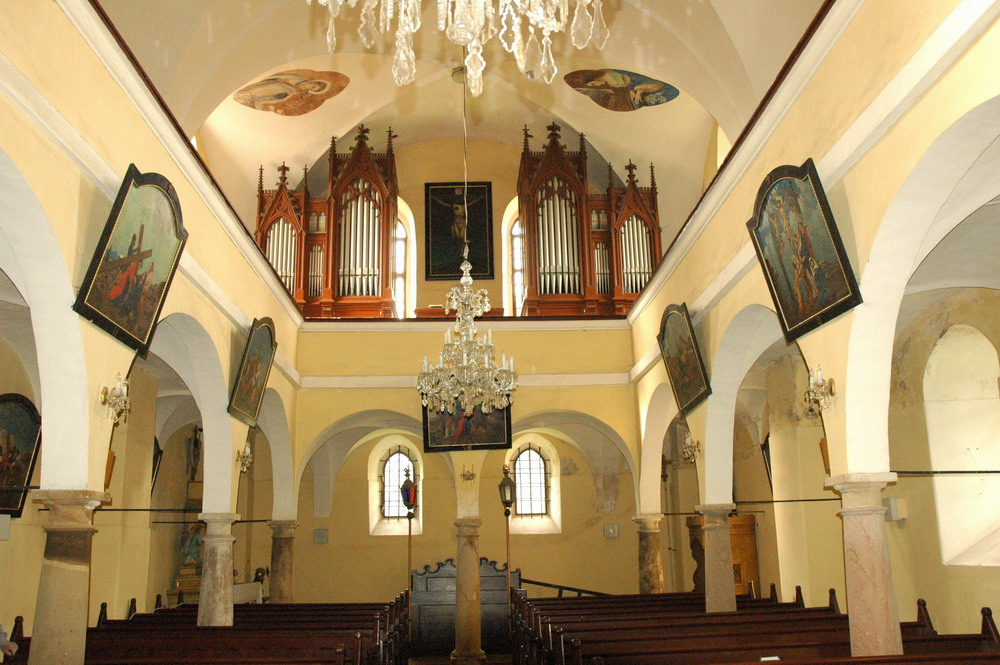
pohled do lodi s emporou a varhanami
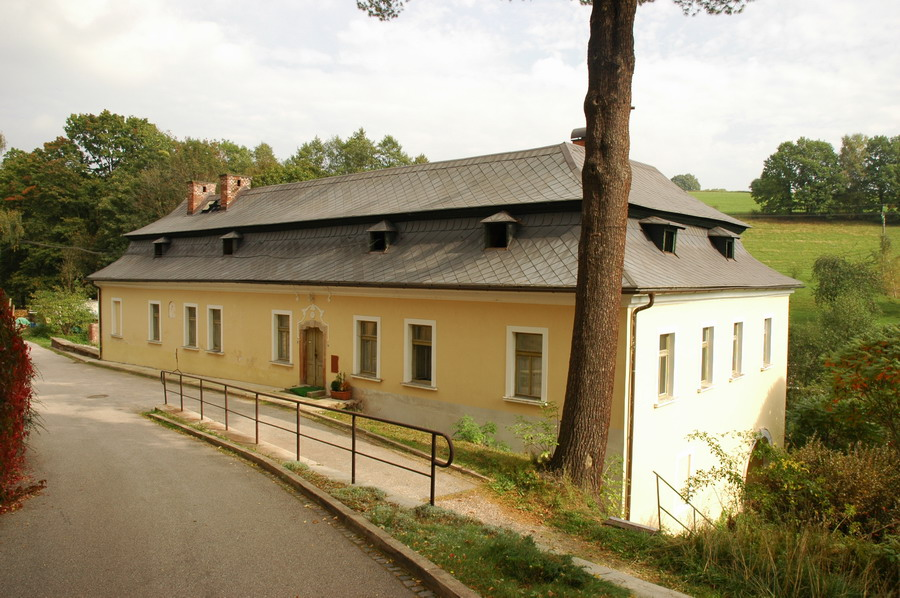
fara
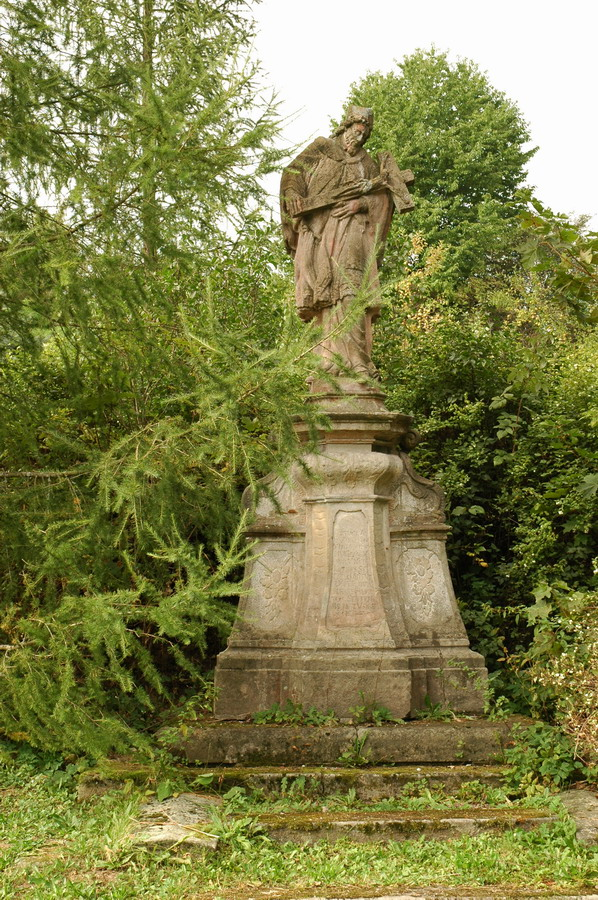
socha sv. Jana Nepomuckého